# Dostihová dráha Brno-Dvorska
Dostihová dráha Brno-Dvorska je dostihové závodiště na jihovýchodě Brna ve čtvrti Dvorska, městská část Brno-Tuřany. Dráha byla založena roku 1997. Dostupná je autobusovou linkou 48, zastávka Vlčková. 

## Parametry
Dostihy na dostihové dráze v Brně-Dvorskách se konají již od roku 1997. Dráha měla původně 900 m a pouze 4 skoky. V roce 2000 se dráha rozšířila. 
Závodiště patří do kategorie C, kategorie dostihů: III–V. Délka rovinové dráhy činí 1 200 m, pískové dráhy 1 400 m, šířka skoků je 15 m, počet skoků 10
Každoročně se zde běhají 3 dostihové dny za rok. Typické měsíce jsou duben, červen a říjen. Klasicky se koná 8 dostihových dní, 5 rovinových a 3 steeplechase dostihy. Také se zde pořádají dostihy poníků zařazené do Pony Ligy za podpory Jockey Clubu ČR.